# ジャン＝ピエール・ヴェルナン

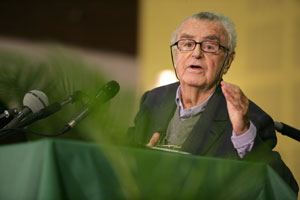
ジャン＝ピエール・ヴェルナン （オーベルヴィリエ、2006年10月23日）。

ジャン＝ピエール・ヴェルナン（Jean-Pierre Vernant、1914年1月4日 -  2007年1月9日）はフランスの歴史学者、人類学者。専門は古代ギリシアおよびギリシア神話。神話学的研究から始まり、政治哲学的な考察まで幅広く展開した。コレージュ・ド・フランス名誉教授。

## 生涯
フランスのセーヌ＝エ＝マルヌ県にある都市プロヴァンに生まれる。父親は哲学のアグレジェで地方新聞『ブリ地方』(Le Briard)の編集長を務めていたが、第一次世界大戦に志願兵として参加し、戦死した。このためヴェルナンは父の顔を知らず、母も8歳の時亡くなった。
パリの名門校リセ・カルノやルイ・ル・グランで学んだ後、哲学の勉強を志し、ソルボンヌ大学に入学。これには1935年に哲学のアグレガシオンを取得した兄の影響もあったかもしれない。1937年、兄同様、哲学のアグレガシオンを首席で合格した。
ヴェルナンは共産党青年団(Jeunesses communistes)に加盟し、第二次世界大戦中はレジスタンス運動に参加した。1937年および1939年に兵役を受けた後除隊されていたが、トゥールーズのリセで教師を務める傍ら、1940年7月からレジスタンス活動を開始。まずエマニュエル・ダスティエ・ド・ラ・ヴィグリの指揮する南部解放同盟(Libération-Sud)に加入した後、「ベルティエ連隊長」の変名でオート＝ガロンヌ県でフランス国内軍（FFI）の指揮を執った。ヴェルナンは当時の功績により「コンパニオン・ド・ラ・リベラシオン」(compagnon de la Libération)という勲章を得ている。
1948年にCNRS（フランス国立科学研究センター）に採用された後、ルイ・ジェルネの薫陶で古代ギリシアの人類学的研究を開始。1958年からパリの高等研究実習院第6セクション（後の社会科学高等研究院EHESS）の教授を務めた。1964年には社会科学高等研究院内に古代社会比較研究センター（Centre de Recherches Comparées sur les Sociétés Anciennes、ヴェルナンの師の名をとって、Centre Louis Gernetと名付けられた）を創設した。1975年から1984年までコレージュ・ド・フランス教授。古代ギリシャ研究を通じて、当時のギリシャ人と現代西欧人の共通点と相違点を明らかにする一方、デモクラシー（民主主義）概念の相違など政治哲学的な考察も活発におこなった。シカゴ大学（アメリカ）、ブリストル大学（イギリス）、ブルノ大学（チェコ）、ナポリ第一大学（イタリア）、オックスフォード大学（イギリス）、クレタ大学（ギリシャ）、ブルガリア大学（ブルガリア）から名誉教授号を贈られている。
ヴェルナンは戦争終結後もフランス共産党にとどまっていたが、1969年に離党。その後も「平和と非暴力の文化を創造する十年のための連絡会議」(Coordination française pour la Décennie) de la culture de paix et de non-violence)の呼びかけ人を務めたり、2001年に創設された平和基金「非暴力21」(Non-Violence XXI)を支援するなど、市民運動に注力した政治的知識人といえる。
2007年1月9日、オー＝ド＝セーヌ県の小都市セーヴルにある自宅で亡くなった。

## 主要著作
- Les origines de la pensée grecque, Paris, CNRS, collection « Mythes et religions », 1962. 
  - 『ギリシャ思想の起原』、吉田敦彦訳　みすず書房、1970年
- Mythe et pensée chez les Grecs. Etudes de psychologie historique, Paris, François Maspero, 1965.
  - 『ギリシア人の神話と思想』、上村くにこ、ディディエ・シッシュ、饗庭千代子訳　国文社、2012年
- Direction : Problèmes de la guerre en Grèce ancienne, Paris-La Haye, Mouton, 1968.
- （ピエール・ヴィダル＝ナケと共著） Mythe et tragédie en Grèce ancienne, Paris, François Maspero, 1972.
- Mythe et société en Grèce ancienne, Paris, François Maspero, 1974.
- （マルセル・デティエンヌと共著）Les ruses de l’intelligence. La métis des Grecs, Paris, Flammarion, 1974.
- Religion grecque, religions antiques, Paris, François Maspero, 1976.
- Religion, histoires, raisons, Paris, François Maspero, 1979.
- （マルセル・デティエンヌと共著）La cuisine de sacrifice en pays grec, Paris, Gallimard, 1979.
- La mort dans les yeux. Figures de l’autre en Grèce ancienne, Paris, Hachette, 1985. 
  - 『眼の中の死　古代ギリシアにおける他者の像』、及川馥、吉岡正敞訳、〈叢書・ウニベルシタス〉法政大学出版局、1993年
- （ピエール・ヴィダル＝ナケと共著） Mythe et tragédie, II, Paris, La Découverte, 1986.
- （ピエール・ヴィダル＝ナケと共著） Travail et esclavage en Grèce ancienne, Bruxelles, Complexe, 1988.
- L’individu, la mort, l’amour. Soi-même et l’autre en Grèce ancienne, Paris, Gallimard, 1989.
- Mythe et religion en Grèce ancienne, Paris, Le Seuil, 1990.
- Figures, idoles, masques, Paris, Julliard, 1990.
  - 『形象・偶像・仮面――コレージュ・ド・フランス 宗教人類学講義』、上村くにこ・饗庭千代子訳（前田耕作企画）、みすず書房、2024年
- （ピエール・ヴィダル＝ナケと共著） La Grèce ancienne. Tome I : Du mythe à la raison, Paris, Le Seuil, 1990 ; Tome II : L’espace et le temps, Paris, Le Seuil, 1991 ; Tome III : Rites de passage et transgression, Paris, Le Seuil, 1992.
- （ピエール・ヴィダル＝ナケと共著） Œdipe et ses mythes, Bruxelles, Complexe, 1994.
- Entre mythe et politique, Paris, Le Seuil, 1996.
- （ジャン・ボテロ、クラリス・エランシュミットと共著）L’orient ancien et nous, Paris, Albin Michel, 1996.
- （フランソワーズ・フロンティジ＝デュクルーと共著）Dans l’œil du miroir, Paris, Odile Jacob, 1997.
- L’univers, les dieux, les hommes. Récits grecs des origines, Paris, Le Seuil, 1999.
- Ulysse et Persée, Paris, Bayard, collection « Parler de la Grèce avec les enfants », 2004.
- La traversée des frontières, Paris, Le Seuil, « La librairie du XXIe siècle », 2004.
- PANDORA, la première femme, reprise d'une conférence donnée à la bibliothèque nationale de France le 6 juin 2005. Editions Bayard (BNF)

### 編著
- （共編）La mort, les morts dans les sociétés anciennes, Paris, Maison des Sciences de l’Homme, 1990.
- L’homme grec, Paris, Le Seuil, 1993.
- （共編）Les mythes grecs au figuré de l’antiquité au baroque, Paris, Gallimard, 1996.

### オリジナル版日本語訳書
- 『プロメテウスとオイディプス　ギリシァ的人間観の構造』、吉田敦彦共著・訳、みすず書房、1978年。来日（1974年）時におこなった講演集。